# Aleksej Dusjkin
Aleksej Nikolajevitj Dusjkin (ryska: Алексей Николаевич Душкин), född 24 december 1904, död 8 oktober 1977 i Moskva, var en sovjetisk arkitekt, mest känd för tunnelbanestationerna Kropotkinskaja och Majakovskaja. Han arbetade främst med arkitektur för Moskvas tunnelbana och ryska järnvägsstationer, men har också ritat administrationsbyggnaden Röda Portarna, en av Stalins sju systrar.